# Anselm Hüttenbrenner
Pour les articles homonymes, voir Hüttenbrenner.
Anselm Hüttenbrenner, né le 13 octobre 1794 à Graz et mort le 5 juin 1868 à Ober Andritz en Autriche, est un compositeur de la période romantique et un critique musical autrichien.

## Biographie
Hüttenbrenner reçut dès sa scolarité à Graz une formation musicale au piano et à l'orgue. Alors qu'il faisait encore à Graz et à Vienne des études de droit qu'il devait terminer avec succès, il devint, en 1815, élève, à Vienne, d'Antonio Salieri, auprès duquel il étudia le chant et la composition. Chez Salieri, il fit aussi la connaissance de Franz Schubert, auquel une amitié cordiale le lia bientôt et avec lequel il fit également quelques apparitions en public. En 1821, il retourna à Graz où, désormais marié à Elise von Pichler, il travailla comme compositeur et critique musical. De 1824 à 1839, il dirigea la Société musicale de Styrie (de) à Graz. Après la mort de sa femme, il alla s'établir en 1852 à Radkersburg et vécut en partie en Basse-Styrie, en particulier à Pettau, Marburg et Cilli, ainsi qu'à Ober-Andritz, près de Graz. Il passa ses quinze dernières années dans le calme de la retraite, plongé dans des considérations mystiques et théologiques, jouissant d'une amitié étroite avec le mystique Jakob Lorber qu'il jugeait lui apporter une révélation monumentale et inconnue.
Hüttenbrenner présente un intérêt pour l'histoire de la musique du fait qu'il a assisté à la mort de Ludwig van Beethoven et qu'il doit lui avoir fermé les yeux. Il détint également jusqu'en 1865 la partition originale de la Symphonie inachevée de Schubert, qui ne put être connue qu'alors. D'après les correspondances des frères Hüttenbrenner, Franz Schubert aurait remis le manuscrit à Josef Hüttenbrenner qui le remettra à son frère Anselm, possiblement en remerciement de son admission en tant que membre honoraire de la Société musicale de Styrie.
Son Requiem en ut mineur a été interprété à la messe d'enterrement à l'occasion de la mort de Salieri (1825), de Beethoven (1827) et de Schubert (1828).
Dans la famille Hüttenbrenner, on mentionnera aussi le frère d'Anselm, Joseph Vinzenz (1796-1873), le maire temporaire de Graz Andreas (1797-1869) et Heinrich (1799-1830) qui eut des ambitions littéraires. Seuls ses deux frères aînés eurent avec Schubert des relations étroites, Anselm était à côté de Franz Lachner, d'Ignaz Aßmayer (de) et de Benedikt Randhartinger (de) l'un des rares compositeurs qu'il tutoyât. Joseph qui, au contraire, n'était jamais tutoyé dans le cercle de Schubert, exerçait avec plus ou moins de bonheur des fonctions de secrétaire, copiait des travaux et rendait de petits services. Il aurait eu l'ambition d'écrire des articles sur Schubert mais les publications de l'époque les ignorèrent.

## Œuvre

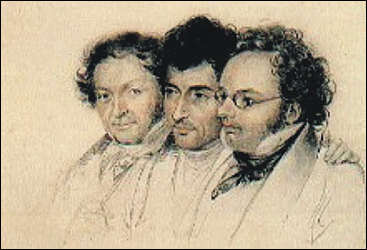
Lithographie de Johann Baptist Jenger, Anselm Hüttenbrenner et Franz Schubert, par Josef Eduard Teltscher.

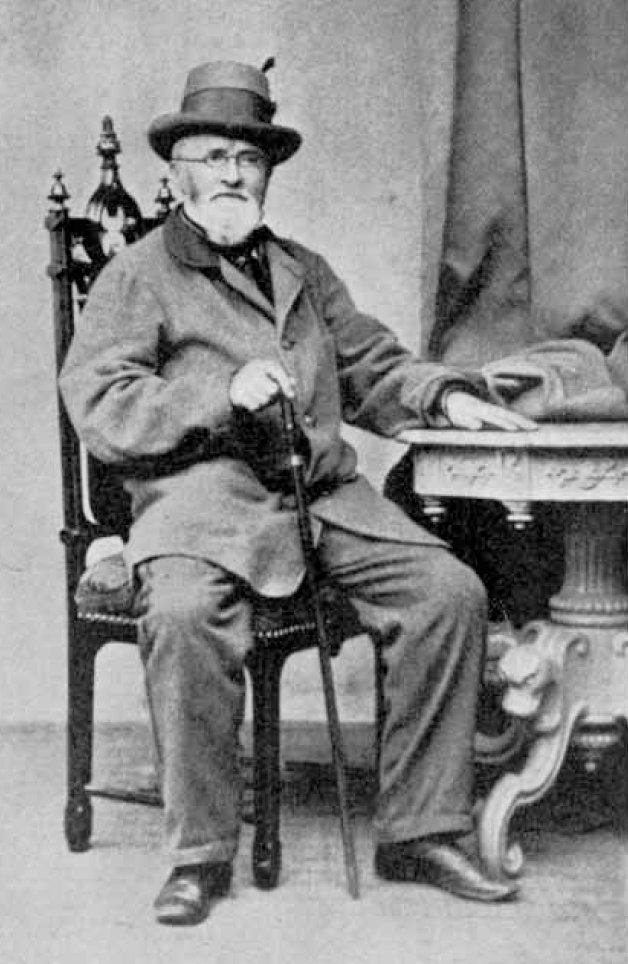
Photographie d'Anselm Hüttenbrenner dans ses dernières années.

La majorité des œuvres d'Hüttenbrenner, dont certaines sont perdues, est restée dans la famille de ses descendants. Elle est, depuis 2007, conservée à la bibliothèque de l'université de musique et d'art dramatique de Graz où les titres du catalogue en ligne peuvent être consultés. Ces œuvres sont très mélodieuses, quelque peu lyriques et, dans certains cas, proches de l'idiome musical de Carl Maria von Weber. L'analyse de l'œuvre d'Hüttenbrenner est, à ce jour, encore en cours. Elle comporte :
- 27 œuvres sacrées dont 6 messes, 3 requiems
- 4 opéras, dont Lenore et Oedip zu Colonos, totalement préservés
- 258 lieder :
  - Hüttenbrenner, Anselme : lieder pour voix soliste avec accompagnement de piano : vol. 1, édité par Ulf Bästlein (de), Alice et Michael Aschauer, 2008, Accolade Musikverlag (www.accolade.de): ACC.1209a
  - Hüttenbrenner, Anselme : lieder pour voix soliste avec accompagnement de piano : vol. 2, édité par Ulf Bästlein, Alice et Michael Aschauer, 2008, Accolade Musikverlag (www.accolade.de): ACC.1209b
- 133 quatuors pour voix d'hommes
- 159 chœurs d'hommes
- 20 œuvres pour orchestre dont 2 symphonies
- 13 œuvres de musique de chambre dont 2 quatuors à cordes et 1 quintette à cordes
- 60 œuvres pour piano
- 23 œuvres pour piano à 4 mains
- 8 adaptations

### Source
- (de) Cet article est partiellement ou en totalité issu de l’article de Wikipédia en allemand intitulé « Anselm Hüttenbrenner » (voir la liste des auteurs).